# Anyuiïta
L'anyuiïta és un mineral de la classe dels elements natius. Rep el seu nom del riu Anyui (Txukotka, Rússia), on va ser descoberta.

## Característiques
L'anyuiïta és un element químic de fórmula química AuPb₂, on el plom pot ser reemplaçat per una mica d'antimoni. Cristal·litza en el sistema tetragonal, i forma grans polimetàl·lics arrodonits i allargats de fins a 0,9 mil·límetres, amb contorns ròmbics o quadrats. Típicament se'n troba en forma de grans fins o de manera massiva. La seva duresa a l'escala de Mohs és 3,5.
Segons la classificació de Nickel-Strunz l'anyuiïta pertany a «01.AA - Metalls i aliatges intermetàl·lics de la família coure-cupalita» juntament amb els següents minerals: alumini, coure, or, plom, níquel, plata, steinhardtita, auricuprur, cuproaurur, tetraauricuprur, khatirkita, novodneprita, cupalita, hunchunita, stolperita, hollisterita, icosaedrita, kriatxkoïta i proxidecagonita.

## Formació i jaciments
Es troba en placers, derivat de petites masses ultramàfiques-gabroides en formacions dunita-harzburgita. Sol trobar-se associada a altres minerals com: plom, or, ilmenita, magnetita, cromoespinel·la, hematites, pirita, calcopirita, apatita, hunchunita o pirrotina. Va ser descoberta l'any 1989 a la conca dels rius Bol'shoi Anyui, a la província de Kolimà (Rússia). També se n'ha trobat a la Xina, França, Kazakhstan i Polònia.